# John Robert Parsons

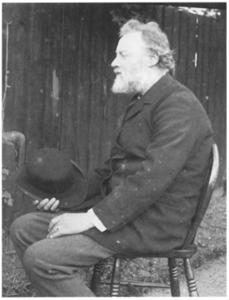
John Robert Parsons, ca. 1870

John Robert Parsons (Dublin, ca. 1825 - Kensington, 1909) was een Iers fotograaf en kunstschilder. Hij is vooral nog bekend door de fotoserie die hij in 1865 maakte van Dante Gabriel Rossetti's model Jane Morris.

## Leven en werk
Het weinige dat over het leven van Parsons bekend is, werd verzameld door de Britse fotografie-historicus Colin Ford.
Parsons groeide op in de Ierse County Cork en verhuisde in 1840 naar Londen. Daar werkte hij als kunstschilder en tussen 1850 en 1868 exposeerde hij diverse keren bij de Royal Academy of Arts en Grosvenor Gallery. Vanaf 1860 hield hij zich ook bezig met fotografie en opende een fotostudio in Portman Square. Behalve portretten maakte hij ook foto's van schilderijen, onder andere van Dante Gabriel Rossetti en James McNeill Whistler.
|                      |  |                               |
| Rossetti's 'Reverie' |  | Foto Parsons van Morris, 1865 |

Tegenwoordig heeft Parsons vooral nog bekendheid door de serie foto's die hij op verzoek van Rossetti in de zomer van 1865 maakte van Rossetti's toenmalige muze en model Jane Morris. Van de fotosessie in Rossetti's tuin en huis zijn nog achttien portretten bekend. Rossetti voerde tijdens de sessie nauwgezet regie over de poses die Morris innam, alsook over de kleren die ze droeg en de voorwerpen en meubels die werden gebruikt. Volgens Ford is moeilijk aan te geven in hoeverre Rossetti de foto's later als uitgangspunt nam voor latere schilderijen. Zijn 'Reverie' uit 1868 lijkt onmiskenbaar op een van de genomen foto's, maar ook met andere portretten worden gelijkenissen gezien, niet alleen van Morris maar bijvoorbeeld ook met latere portretten die Rossetti maakte van Alexa Wilding. Rossetti gebruikte de foto's echter niet als exacte studies, maar waarschijnlijk vooral als hulpmiddelen om bepaalde poses te visualiseren en als geheugensteuntje voor die keren dat zijn model niet beschikbaar was.
Begin jaren 1870 ging Parsons een partnerschap aan met Rossetti's kunsthandelaar Charles Augustin Howell. Van ongeveer 1870 tot 1877 had hij een studio aan de Londense Wigmore Street, maar vanaf 1878 fotografeerde hij niet meer. Vanaf 1888 zou hij ook geen exposities meer houden en leidde hij een teruggetrokken leven. Hij stond bekend als een stil en introvert man.
Parsons werd in 1892 bankroet verklaard. In 1909 overleed hij in eenzaamheid, in een kamer te Kensington. Het duurde bijna een maand voordat zijn lichaam werd ontdekt. The Times publiceerde daarop een bericht over zijn dood onder de kop 'An artist's death'. Vier dagen later, nadat formeel was komen vast te staan dat hij een natuurlijke dood was gestorven, publiceerde de krant bovendien een necrologie, waarin hij werd geprezen als 'een bewonderenswaardig artiest in olie en krijt'. Bij het grote publiek bleef hij echter onbekend, mede omdat hij in de laatste decennia van zijn leven weigerde te exposeren.
Een fotoportret dat Parsons in 1870 maakte van William Morris hangt momenteel in het Victoria and Albert Museum. Zijn schilderijen bevinden zich in particuliere collecties en zijn nauwelijks nog bekend. Van de zeven werken die hij exposeerde bij de Royal Academy heeft Ford er geen enkele kunnen traceren.

## Foto's van Jane Morris, zomer 1865

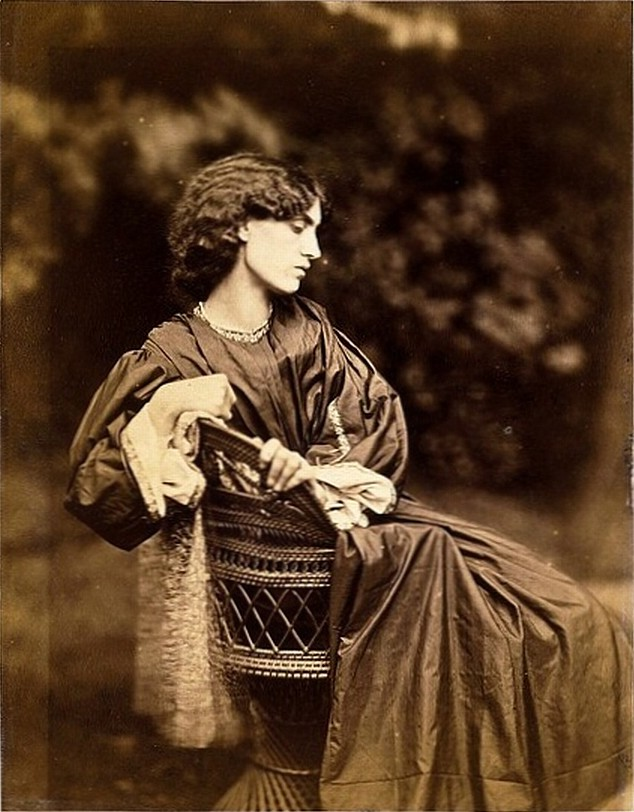
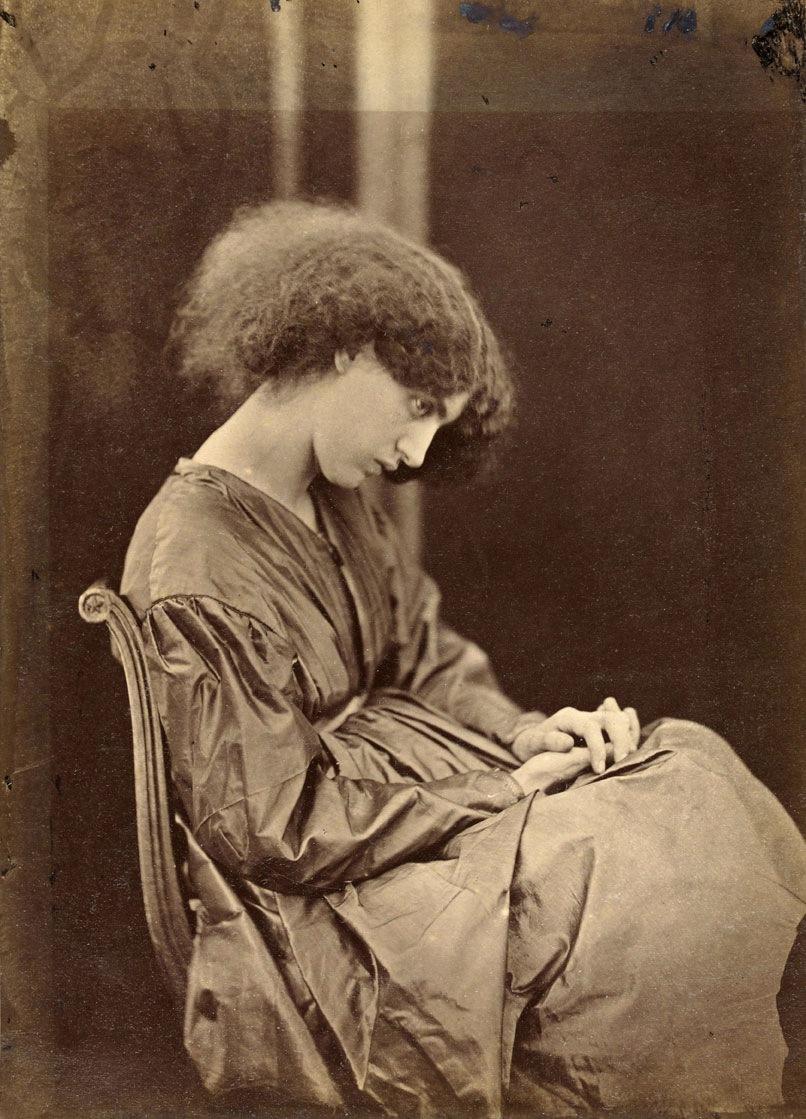
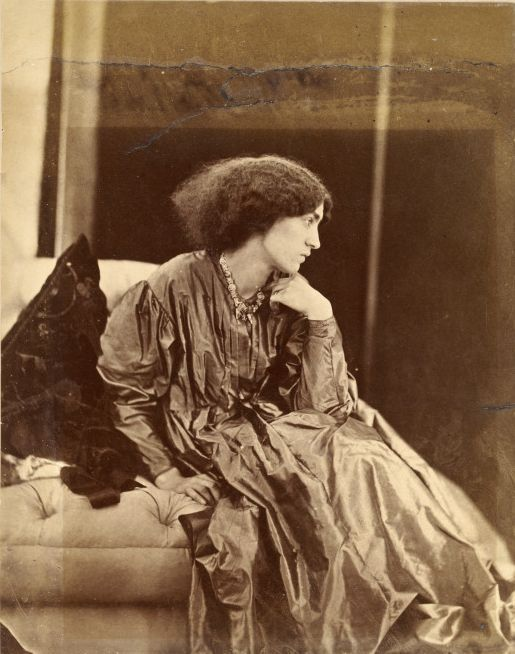
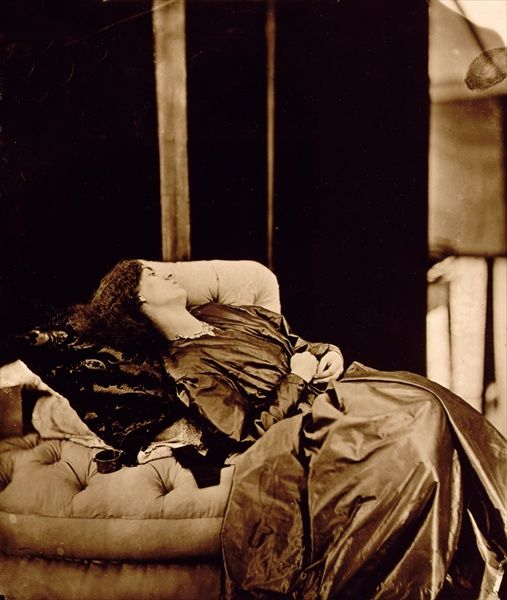
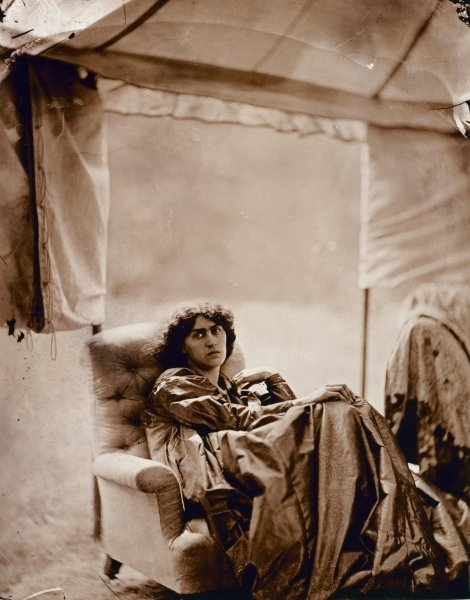
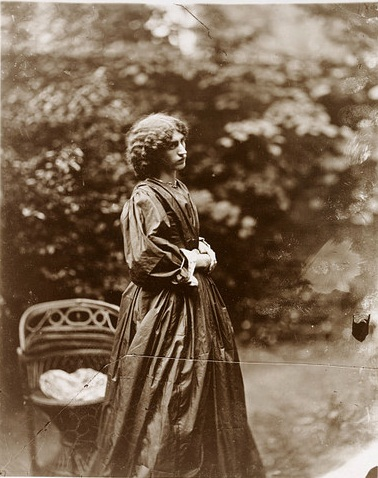
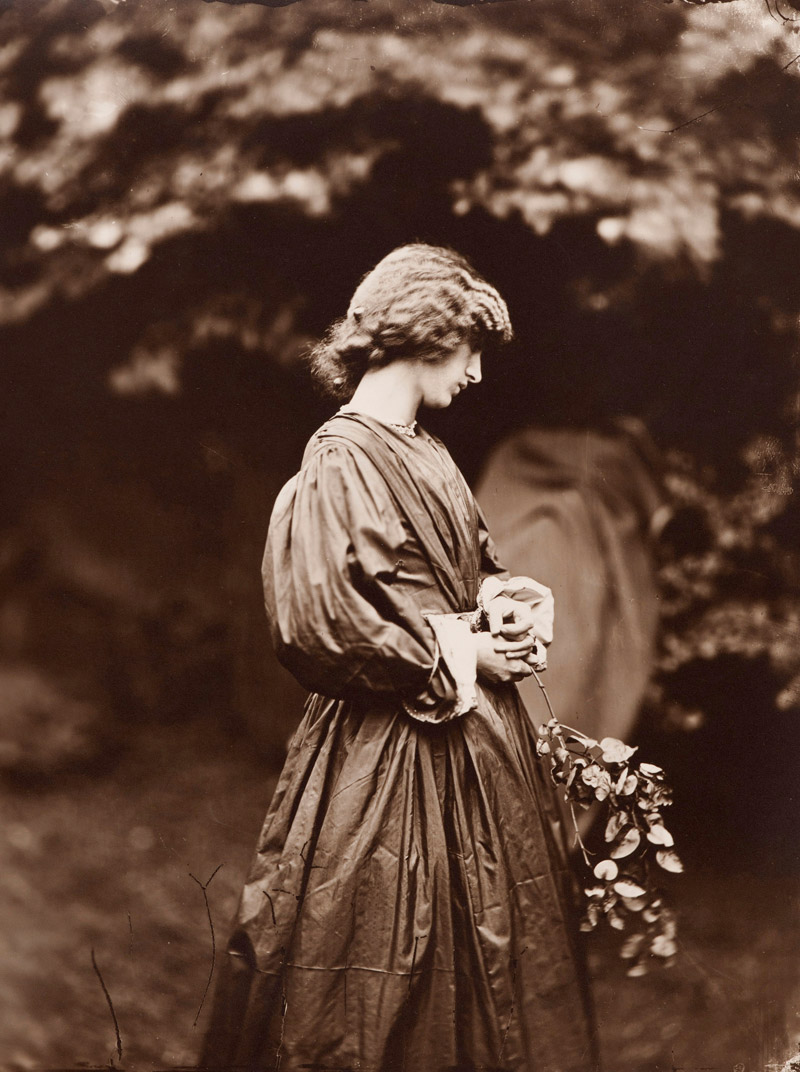
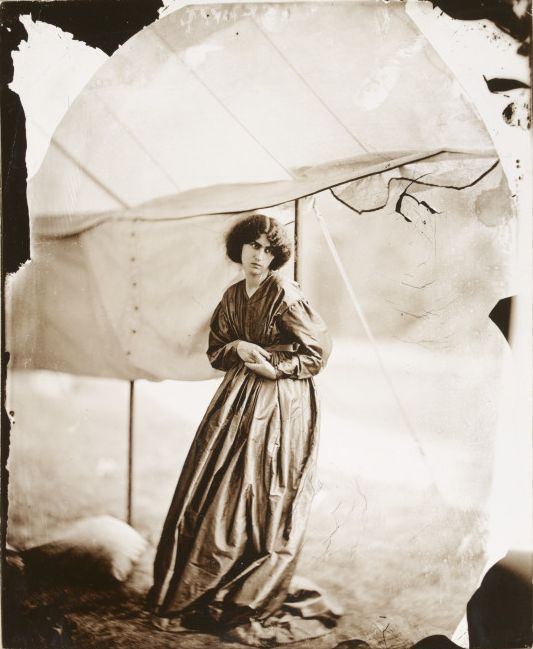
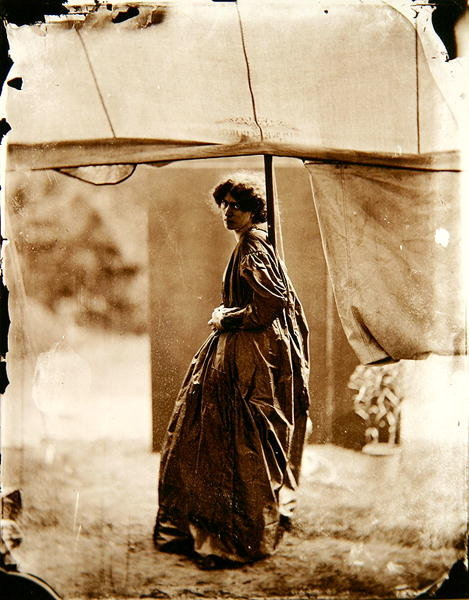
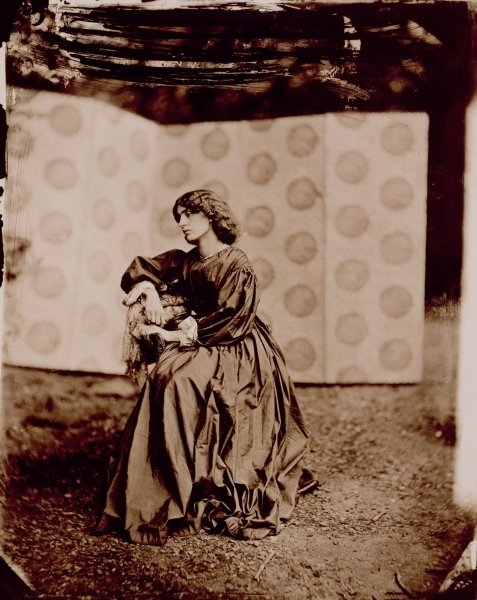